# Liebe in der Lerchengasse
Liebe in der Lerchengasse ist eine Operette in drei Akten (vier Bildern) von Arno Vetterling. Das Libretto verfasste Hermann Hermecke. Das Werk erlebte seine Uraufführung am 31. Dezember 1936 in Magdeburg.

## Orchester
Zwei Flöten, eine Oboe, zwei Klarinetten, ein Fagott, zwei Hörner, zwei Trompeten, eine Posaune, eine Harfe, eine Celesta, ein Akkordeon, Schlagzeug und Streicher

## Bildfolge
Akt I: Bild 1: Bibliothek, Akt II: Bild 2: Dachstube, Bild 3: In der Lerchengasse, Akt III: Bild 4: Biedermeier-Wohnzimmer

## Handlung
Der Dichter Ludwig Heller ist froh, bei dem Geheimen Hofrat a. D. Franz Xaver Zibelius eine Anstellung als Bibliothekar und Hauslehrer von dessen Tochter Charlotte gefunden zu haben; denn von seiner schriftstellerischen Arbeit kann er noch nicht leben. Bei den Unterrichtsstunden kommen sich die beiden jungen Leute näher. Aus der anfänglichen Schwärmerei wird schließlich Liebe. Ludwig hält deshalb bei seinem Brotherrn um die Hand seiner Tochter an. Der aber gerät dabei so in Zorn, dass er das Werben seines Bibliothekars nicht nur brüsk zurückweist, sondern ihm auch fristlos kündigt.
Zu seiner Überraschung wurde Ludwig in einem Testament als Erbe bedacht. Ärgerlich daran ist nur die Klausel, dass er unverzüglich ein Eheversprechen abgeben müsse. Charlotte vermag Ludwigs trübe Gedanken aufzuhellen: Ihr Vater sei ein leidenschaftlicher Kakteenzüchter. Eines der von ihm so geschätzten Gewächse sei seit einiger Zeit auf unerklärliche Weise verdorrt. Sollte dieser Kaktus wieder einmal erblühen, dann werde er ihrer Verlobung mit Heller nicht mehr im Wege stehen. Dieses Wunder sei heute eingetreten. 
Die Freude währt jedoch nur kurz. Ludwigs Freund, der Maler Wendolin Reitmayr, wirft spaßeshalber einen Stiefel aus dem Fenster, und dieser verletzt den Geheimen Hofrat am Kopf und zerstört auch noch den soeben wiedererblühten Kaktus. Nun muss Ludwig wohl oder übel mit der Verlobung noch warten, bis seine Geliebte in einigen Monaten volljährig geworden ist. 
Wendolin zimmert sich einen Plan zurecht, wie die Erbschaft seines Freundes doch noch gerettet werden kann: Der Unglückliche soll sich zum Schein mit Euphrosine Schnakenbrück, seiner Hauswirtin, verloben. Deren Gatte Tobias ist seit vielen Jahren auf einer Seefahrt verschollen und für tot erklärt worden. Euphrosine ist gleich bereit mitzuspielen, bedingt sich aber aus, dass der Verlobung später die Heirat folgen müsse. 
Jetzt verkleidet sich Wendolin als Matrose und begibt sich zu Euphrosine. Ihr macht er vor, der tot geglaubte Gatte zu sein. Doch anstatt sich zu freuen, fährt Euphrosine der Schreck in die Glieder. Unter diesen Umständen kann sie natürlich nicht ihren Mieter heiraten; sie würde sonst als Bigamistin angeklagt.
Die Verwirrung wird noch größer, als ein weiterer Seemann auftaucht und ebenfalls von sich behauptet, der verschollene Tobias zu sein. Welcher von beiden ist nun der Echte? – Wendolin bleibt nichts Anderes übrig, als seinen Schwindel einzugestehen. Und im Hinblick auf Ludwigs reiche Erbschaft lässt sich schließlich auch Charlottes Vater die Zustimmung zu ihrer Verlobung mit Ludwig abtrotzen.